# 菅野純 (毒性学者)
菅野 純（かんの じゅん）は、日本の病理学者、医師。独立行政法人労働者健康安全機構日本バイオアッセイ研究センター所長や、アジア地区からは初となる国際毒性学連盟会長、日本毒性学会理事長などを歴任した。

## 人物・経歴
1974年都立国立高校卒業。1981年東京医科歯科大学医学部医学科卒業。1985年東京医科歯科大学大学院医学研究科博士課程修了、医学博士。同年から国立衛生試験所病理部リサーチレジデンスとして林裕造のもとで病理学、統計学的研究に従事し、1986年東京医科歯科大学医学部病理学第二講座助手に着任。1991年アメリカ国立衛生研究所客員研究員。1993年東京医科歯科大学医学部感染免疫病理学講座助手。1995年東京医科歯科大学医学部感染免疫病理学講座講師。1997年国立医薬品食品衛生研究所安全性生物試験研究センター毒性部室長。2002年国立医薬品食品衛生研究所安全性生物試験研究センター毒性部長。2004年独立行政法人医薬品医療機器総合機構専門委員。2011年厚生労働省薬事・食品衛生審議会専門委員、環境省中央環境審議会環境保健部会臨時委員。2012年日本毒性学会理事長。2014年日本学術会議連携会員。同年独立行政法人労働者健康安全機構日本バイオアッセイ研究センター所長。2016年アジア地区から初となる国際毒性学連盟（IUTOX）会長に選出。2020年国立医薬品食品衛生研究所安全性生物試験研究センター安全性予測評価部客員研究員。2021年国立医薬品食品衛生研究所安全性生物試験研究センター毒性部客員研究員。